# 第96步兵師 (德國國防軍)
德國國防軍陸軍第96步兵師（德語：96. Infanterie-Division）是納粹德國國防軍陸軍的一個步兵師。該師於1939年9月組建。
第二次世界大戰期間，該師一直在德國國內待命，沒有參與入侵波蘭和入侵法國行動。1941年，該師參與巴巴羅薩行動，此後一直在東線作戰。
該師最後於1945年5月在奧地利向美軍投降。

## 註腳
1. ↑  Mitcham（2007年）